# Olga Prager
Olga Prager (* 11. März 1872 in Wien; † 26. April 1930 ebenda) war eine österreichische Malerin und 1897 Initiatorin der Kunstschule für Frauen und Mädchen, später Wiener Frauenakademie. Zu den Mitinitiatorinnen gehörten die Malerinnen und Frauenrechtlerinnen Tina Blau-Lang (1845–1916), Rosa Mayreder (1858–1938), Ernestine Federn (1848–1930) sowie deren Sohn Karl Federn (1868–1943).
Die Tochter aus bürgerlichem Haus entwickelte ihre malerische Begabung unter anderem als Schülerin von Adalbert Seligmann. Sie pflegte insbesondere das Porträt, bekannt wurden ihre großformatigen Gruppenporträts des Wiener medizinischen Professorenkollegiums (1908) und der Mitglieder der Akademie der Wissenschaften (1912, Neue Aula). Prager war um die Jahrhundertwende auch in den USA erfolgreich. Im November 1913 reiste sie nach Amerika, um die 120 Mitglieder der Nationalakademie im Auftrag der Carnegie Institution Washington zu porträtieren; aufgrund des Kriegsausbruchs musste sie den Auftrag jedoch abbrechen.
Pragers Anregung zur Gründung einer öffentlichen Kunstschule für Frauen und Mädchen entstand vor dem Hintergrund, dass Frauen, die sich in Malerei, Graphik oder Bildhauerei ausbilden wollten, zuvor gezwungen gewesen waren, Privatunterricht zu nehmen.
1929 wurde ihr für ihr Engagement für die Kunstschule für Frauen und Mädchen das silberne Verdienstzeichen der Republik Österreich verliehen.
Die leidende und verarmte Künstlerin verstarb plötzlich an einem Herzinfarkt.

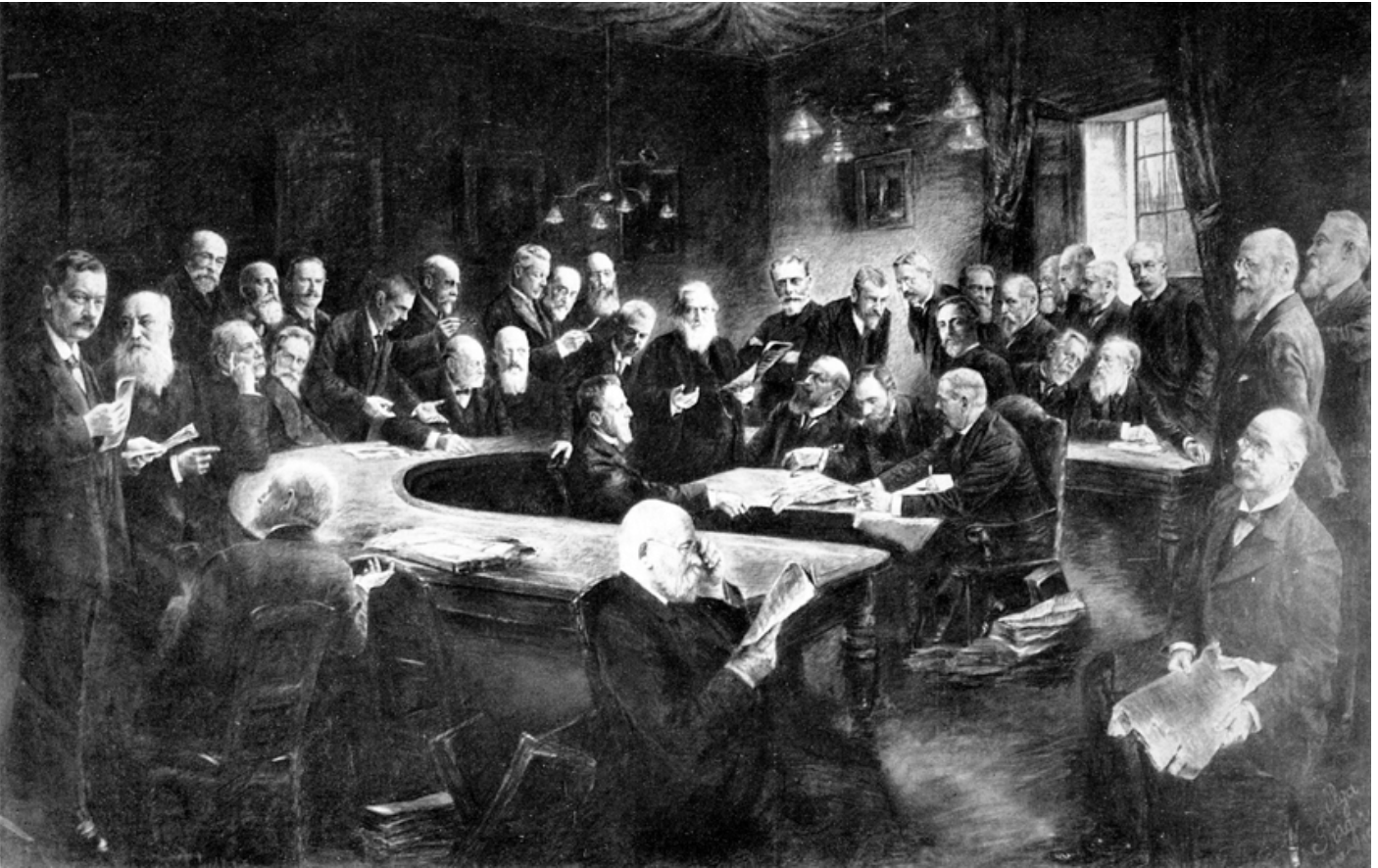
Das Professorenkollegium der medizinischen Universität Wien, Kreidezeichnung, Wien 1908–1910